# Envia (lait)
 (août 2020).
Pour le genre d'araignées, voir Envia.
Envia est une marque de produits laitiers commercialisés uniquement par Lidl, et autrefois propriété de Danone.